# Love Will Tear Us Apart
『Love Will Tear Us Apart』（ラブ・ウィル・テア・アス・アパート）は、2023年8月19日に公開された日本映画。
監督は宇賀那健一、主演は久保田紗友。R15+作品。
地方に住む普通の小学生の女子がいじめられていたクラスメイトの男子を助けて以来、彼女と関わっていく人が次々と殺されていく様を描く、サスペンスホラー＆ラブロマンス。

## キャスト

### 主要人物
真下わかば
演 - 久保田紗友
小学生の時、いじめを受けていた幸喜を助ける。
小林幸喜
演 - 青木柚
わかばの友人。
山口環奈
演 - 莉子
わかばの友人。
神山総一
演 - 吹越満
事件を追い続ける刑事。

### わかばの関係者
緒方竜人
演 - 麿赤兒
わかばを見守る仙人。
安川かおり
演 - 前田敦子
わかばの担任。
真下早紀
演 - 高橋ひとみ
わかばの母親。

### その他
北川蒼汰
演 - ゆうたろう
坂下勇樹
演 - 田中俊介
- 望月歩[6]、天木じゅん[6]、淡梨[6]、須田アンナ[6]、矢部俐帆[6]、山口太幹[6]、山崎莉里那[6]、山下徳大[6]、神尾優典[6]、木村知貴[6]、横山美智代[6]、小出薫[6]、赤崎貴子[6]、白土りょうすけ[6]、スギヤマタクヤ[6]、兵頭功海[6]、石田夢実[6]、潮みか[6]、森下史也[6]、宮本和武[6]

## スタッフ
- 監督 - 宇賀那健一
- 脚本 - 宇賀那健一、渡辺紘文[4]
- プロデューサー - 當間咲耶香、宇賀那健一[4]
- 共同プロデューサー - 小美野昌史
- 撮影 - 岩倉具輝
- 照明 - 加藤大輝
- 録音 - Keefar
- 美術 - 横張聡
- スタイリスト - 小笠原吉恵
- ヘアメイク - くつみ綾音
- 特殊メイク - 千葉美生、遠藤斗貴彦
- 特殊造形 - 千葉美生、遠藤斗貴彦
- VFX - 若松みゆき
- 編集 - 小美野昌史
- 音楽 - 小野川浩幸、服部正嗣
- 助監督 - 平波亘
- スチール - 柴崎まどか
- 制作担当 - 宮司侑佑
- 配給 - VANDALISM[4]
- 製作 -「Love Will Tear Us Apart」製作委員会[4]